# تيم فيلدت
تيم السهب (بالهولندية: Tim Veldt)‏ مواليد 14 فبراير 1984 في أمستلفين، هولندا، هو دراج هولندي في صنف سباق الدراجات على المضمار. شارك في دورة الألعاب الأولمبية الصيفية.

## روابط خارجية
- تيم فيلدت على موقع أرشيف الدراجات (الإنجليزية)
- تيم فيلدت على موقع إحصائيات الدراجات الإحترافية (الإنجليزية)
- تيم فيلدت على موقع اللجنة الأولمبية الدولية (الإنجليزية)
- تيم فيلدت على موقع أوليمبيديا (الإنجليزية)
- تيم فيلدت على موقع تيم أن.أل (الهولندية)